# Алексіс Джеймс
Алексіс Джеймс (англ. Alexis James; нар. 9 квітня 2004) — ямайська легкоатлетка, яка спеціалізується у бігу на короткі дистанції та бар'єрному бігу.

## Спортивні досягнення
Чемпіонка світу серед юніорів в естафетному бігу 4×100 метрів (2022, виступала в забігу).
Срібна призерка чемпіонату світу серед юніорів у бігу на 100 метрів з бар'єрами (2022).